# Hermsdorfer Kreuz
Hermsdorfer Kreuz is een knooppunt in de Duitse deelstaat Thüringen.
Op dit klaverbladknooppunt ten zuidwesten van het dorp Hermsdorf kruist de A9 Dreieck Potsdam-München de A4 Kirchheimer Dreieck-Poolse grens ten noordoosten van Görlitz.

## Geografie
Het Hermsdorfer Kreuz in 2008

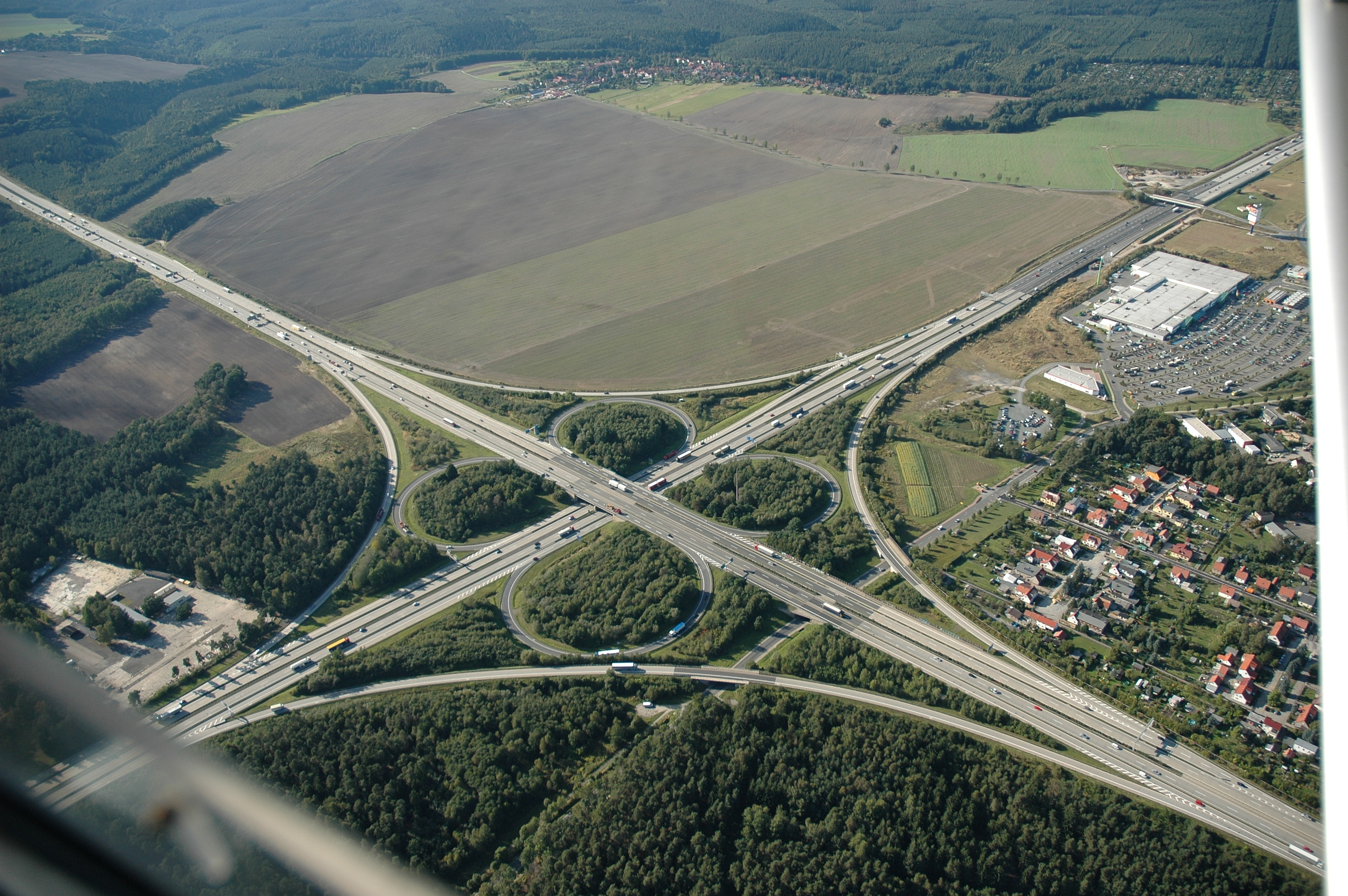

Het knooppunt als thema in het wapen van Hermsdorf
Het knooppunt ligt in de gemeente Schleifreisen in het Saale-Holzland-Kreis. Nabijgelegen dorpen zijn Hermsdorf waar het knooppunt naar genoemd is en Reichenbach.
Het Hermsdorfer Kreuz is een zeer belangrijke schakel in het Europese wegennet; het vormt namelijk de verbinding tussen de oost-westverbinding A4 Nederland-Polen en de A9 die Berlijn via München verbindt met de Oostenrijkse steden Innsbruck en Salzburg.

## Geschiedenis
De plek waar nu het Hermsdorfer Kreuz ligt is al heel lang een kruispunt van handelsroutes welke via Hermsdorf, Regensburg and Tyrnau (Trnava) naar Rome liepen.
Het knooppunt bestaat sinds december 1936. Het werd gebouwd als completering van de Reichsautoahn 9 als een directe verbinding tussen Berlijn en München. Dit maakt het Hermsdorfer Kreuz na het Schkeuditzer Kreuz op een na oudste autobahnkreuz in Duitsland.
In 1989, voor de eenwording, passeerden dagelijks ongeveer 15.000 voertuigen het knooppunt. Na de eenwording groeide dit tot ongeveer 45.000 voertuigen per dag.

### Ombouw tussen 1989 en 1992
Tussen 1989 en 1992 is het Hermsdorfer Kreuz omgebouwd om te voldoen aan de Europese normen voor verkeersknooppunten die op dat moment van kracht waren. Tijdens deze reconstructie hebben ze drie nieuwe viaducten en een 2,5 kilometer lange geluidswal gebouwd. Ze hebben toen ook 24 kilometer snelweg gerenoveerd.. Op 15 december 1992 opende het vernieuwde Hermsdorfer Kreuz voor het verkeer.

## Geplande ombouw
Vlak na de opening van het Hermsdorfrer Kreuz in 1992 zei men al dat er vermoedelijk na 2010 weer een ombouw nodig zou zijn.
Na 2010 zouden zowel de A4 als de A9 verbreed gaan worden naar 2×3 rijstroken.
In december 2010 was men nog niet begonnen liet men weten dat men eind 2014/2015. De reden hiervoor waren de hoge kosten voor de fiets-wandelbrug over de A9.
Eind 2012 werd duidelijk dat de reconstructie vanwege protesten niet eerder dan 2020 te kunnen beginnen

## Configuratie
Knooppunt
Het is een klaverbladknooppunt met rangeerbanen langs beide snelwegen.
Rijstrook
Nabij het knooppunt hebben beide snelwegen 2×2 rijstroken.
Alle verbindingswegen hebben één rijstrook.

## Verkeersintensiteiten
Dagelijks passeren ongeveer 110.000 voertuigen het knooppunt.
Handmatige verkeerstelling 2010
| Van                          | Naar                   | Gemiddeld aantal voertuigen per dag | Percentage vrachtverkeer |
| ---------------------------- | ---------------------- | ----------------------------------- | ------------------------ |
| AS Stadtroda (A 4)           | Hermsdorfer Kreuz      | 60.600                              | 16,7 %                   |
| Hermsdorfer Kreuz            | AS Hermsdorf-Ost (A 4) | 40.400                              | 17,0 %                   |
| AS Bad Klosterlausnitz (A 9) | Hermsdorfer Kreuz      | 68.600                              | 19,7 %                   |
| Hermsdorfer Kreuz            | AS Hermsdorf-Süd (A 9) | 49.500                              | 21,3 %                   |

## Richtingen knooppunt
| Aansluitende wegen                                | Aansluitende wegen                               | Aansluitende wegen                                             | Aansluitende wegen | Aansluitende wegen |
| ------------------------------------------------- | ------------------------------------------------ | -------------------------------------------------------------- | ------------------ | ------------------ |
|                                                   |                                                  | richting Bad Klosterlausnitz / Leipzig Halle (Saale) / Berlijn |                    |                    |
|                                                   |                                                  |                                                                |                    |                    |
| richting Stadtroda / Jena Erfurt / Frankfurt a.M. | richting Hermsdorf-Ost / Gera Chemnitz / Dresden |                                                                |                    |                    |
|                                                   |                                                  |                                                                |                    |                    |
|                                                   |                                                  | richting Hermsdorf-Süd Neurenberg / München                    |                    |                    |